# Герб Ірміна
Герб І́рміного — герб міста Ірміно Луганської області.

## Опис
На прямокутному щиті блакитного кольору у верхній частині з двома прямокутними кутами напис українською мовою «Ірміно» світло-жовтого кольору. Під написом «Ірміно» дата «1808» — рік заснування Ірміно, світло-жовтого кольору.
Щит обрамлений простим, гладким обрамленням золотого кольору. Нижня частина щита закруглена двома лавровими гілками золотого кольору. У центрі щита під датою «1808» зображення пам'ятного знака на чорному п'єдесталі золотого кольору — символізує народження Стахановського руху в 1935 році. Пам'ятний знак відбійний молоток 1935 з вимпелом і написом «1935». На тлі чорного п'єдесталу зображено Сонце світло-жовтого кольору. Стрічка малинового кольору обрамляє нижню частину щита і переплітається з лавровими гілочками, на якій напис «Батьківщина стахановського руху» світло-жовтого кольору.